# Бектемирский район
Бектемирский район (узб. Bektemir tumani / Бектемир тумани) — административно-территориальная единица города Ташкента. Расположен в южной и юго-восточной части столицы, большей частью за пределами Ташкентской кольцевой автомобильной дороги, на левом берегу реки Чирчик. Современная (2009) площадь — 2050 гектаров, население — 27,5 тысяч человек.

## История
Своё название район получил от протекающего по его территории канала Бектемир.
В 1960—1973 гг. здесь был расположен одноимённый посёлок городского типа Уртачирчикского района Ташкентской области, с 1973 года город Бектемир. В 1981 году был переименован в честь общественного и государственного деятеля Наримана Нариманова (1870—1925).
С 27 февраля 1990 года вошёл в состав города Ташкента как Бектемирский район.

## Расположение и границы
На севере и северо-востоке Бектемирский район граничит с Кибрайским районом Ташкентской области, на севере и северо-западе с Яшнабадским и Мирабадским районами, на востоке с Юкоричирчикским районом Ташкентской области, на юго-востоке — с Уртачирчикским районом Ташкентской области, на юге и юго-западе — с Сергелийским районом и Зангиатинским районом Ташкентской области. Микрорайон (махалля) Бинокор является чересполосным участком Бектемирского района.
Граница с Кибрайским районом Ташкентской области проходит по Ташкентской кольцевой автомобильной дороге, озерам Бахт и Рохат, Ахангаранскому шоссе.
Граница с Яшнабадским и Мирабадским районами проходит по Ташкентской кольцевой автомобильной дороге.
Граница с Юкоричирчикским районом Ташкентской области проходит по Ахангаранскому шоссе.
Граница с Уртачирчикским районом Ташкентской области проходит по улице Бархаёт, махалле Абая, каналу Бектемир, улице 17 хлопкоробов, махалле А.Аширова, махалле Баркамол.
Граница с Сергелийским районом проходит по улице Ханабад.
Граница с Зангиатинским районом Ташкентской области проходит по улице Порлок.

## Физическая география
По территории района протекает река Чирчик, канал Бектемир, единственный крупный канал города, протекающий по левому берегу реки Чирчик, расположены два искусственных озера Бахт и Рохат (в настоящее время часть территории Ташкентского гольф-клуба).

## Транспорт
Основными улицами района являются Ахангаранское шоссе, Бектемирское шоссе, улица Хусейна Байкары и улица Олтинтопган.
По Бектемирскому району проходит участок железной дороги Ташкент-Ахангаран.
На территории района и прилегающих к нему участках Ташкентской области планируется создание промышленной зоны площадью 200 га. Для создания развитой транспортной инфраструктуры рассматривается возможность создания в Бектемирском районе сухого порта.

## Предприятия и организации
На территории Бектемирского района действуют 765 организаций и предприятий, 628 микрофирм и 65 совместных предприятий, среди них один из крупнейших рыночных комплексов города — Куйлюк, совместное предприятие «Соса-Cola ичимлиги Узбекистон ЛТД», Ташкентский гольф-клуб, являющийся первым в среднеазиатском регионе гольф-клубом международного стандарта (общая площадь полей составляет 7015 ярдов).
В 2015 году на территории озера Бахт был создан развлекательный комплекс .